# Sideritis marmorea
Sideritis marmorea là một loài thực vật có hoa trong họ Hoa môi. Loài này được Bolle miêu tả khoa học đầu tiên năm 1860.